# Поппенгаузен
Поппенгаузен (нім. Poppenhausen) — громада в Німеччині, розташована в землі Баварія. Підпорядковується адміністративному округу Нижня Франконія. Входить до складу району Швайнфурт.
Площа — 39,13 км2. Населення становить 4415 ос. (станом на 31 грудня 2020).